# Órbita 9
Órbita 9 es una película de ciencia ficción hispano-colombiana dirigida por Hatem Khraiche.

## Trama
La joven Helena que ha vivido sola durante toda su vida en una nave espacial, seduce y enamora al ingeniero Alex, que llegó a reparar la nave. La vida de Helena cambia entonces totalmente al enterarse de cuales han sido los motivos de su soledad.
Las naves espaciales no están en órbita como le hicieron creer a Helena sino que son simulaciones de naves bajo la tierra que sirven de experimento para dentro de 20 o 30 años ponerlas realmente en órbita.

## Reparto
- Clara Lago es Helena.
- Álex González es Alex.
- Belén Rueda es Silvia.
- Andrés Parra es Hugo.
- Kristina Lilley es Katherine.
- John Alex Castillo es Dr. Xiao

## Premios y nominaciones
- Festival Internacional de Cine Fantástico de Bruselas (Best European Film) —  nominada[3]
- Santa Barbara International Film Festival (Nueva Vision Award) —  nominada